# Pavel Svoboda (organista)
Pavel Svoboda (ur. 26 października 1987 w Opočnie) – czeski organista i nauczyciel akademicki.

## Życiorys
Absolwent konserwatorium w Pardubicach w klasie organów, kształcił się m.in. u Václava Rabasa. Ukończył także Akademię Sztuk Scenicznych w Pradze (pod kierunkiem Jaroslava Tůmy). Odbył roczny staż na Universität der Künste Berlin. Laureat międzynarodowych konkursów muzycznych, tj. Mezinárodní interpretační soutěž Brno (I nagroda) i Mezinárodní varhanní soutěž Petra Ebena (II nagroda). W 2016 otrzymał II nagrodę w kategorii organów na Międzynarodowym Konkursie Bachowskim w Lipsku. Współpracownik rozgłośni Český rozhlas, a także organista i klawesynista zespołu Barocco sempre giovane. Autor albumów muzycznych z muzyką organową.
Został dyrektorem artystycznym festiwalu muzyki klasycznej „Mezinárodní hudební festival F. L. Věka”, wykładowcą gry na organach na Uniwersytecie w Hradcu Králové oraz kierownikiem katedry wykonawstwa historycznego na wydziale muzycznym praskiej Akademii Sztuk Scenicznych. W lipcu 2019 powołany na dyrektora filharmonii kameralnej w Pardubicach (od stycznia 2020).
Z rekomendacji partii TOP 09 został liderem jednej z list regionalnych koalicji SPOLU w wyborach w 2021. W wyniku głosowania uzyskał mandat posła do Izby Poselskiej.